# Jewgenija Wjatscheslawowna Lossakewitsch
Jewgenija Wjatscheslawowna Lossakewitsch (russisch Евгения Вячеславовна Лосакевич; * 16. Oktober 1904 in Sankt Petersburg; † 16. Oktober 1995 ebenda) war eine sowjetische Schauspielerin und Synchronsprecherin.

## Biografie
Jewgenia Lossakewitsch war die Tochter der Hausfrau Alexandra Petrowna Kusmina (1880–1942) und des Damenfriseurs Wjatscheslaw Stanislawowitsch Lossakewitsch (1880–1942). Die Eltern starben während der Leningrader Blockade.
Ab 1912 besuchte Lossakewitsch die Handelsschule von Lesnoi, wechselte später aber auf ein Gymnasium. Nach dem Abschluss im Jahr 1922 studierte sie bis 1928 am Ersten Staatlichen Kunststudio. Es folgte ein dreijähriges Engagement beim Leningrader Mobilen Theater, das ab 1930 eine Zweigstelle des Theaters der Roten Armee war. Nach dessen Auflösung blieb sie dem Leningrader Theater der Roten Armee zunächst noch verbunden, wechselte aber 1934 zum Theater der jungen Arbeiter (TRAM). Selbiges fusionierte 1936 mit dem Roten Theater zum Theater des Leninschen Komsomol. Lossakewitsch stand hier bis zum Juli 1962 auf der Bühne und avancierte zu einer der wichtigsten Darstellerinnen. Außerdem nahm sie auf lokaler Ebene kulturpolitische Aufgaben wahr und trat auch in die KPdSU ein.
Über einen Zeitraum von etwas mehr als 20 Jahren war Lossakewitsch außerdem in 15 Produktionen des Lenfilmstudios als Nebendarstellerin oder Komparsin zu sehen, darunter für Iossif Cheifiz, Sergei Wassiljew und Leonid Trauberg. Darüber hinaus arbeitete sie als Synchronsprecherin.
Lossakewitsch war mehrfach verheiratet, zuletzt mit Wjatscheslaw Wenjaminowitsch Iwanow (1906–1969), dem leitenden Szenenbildner des Komsomol-Theaters. Ihren Lebensabend verbrachte sie in der nach der Schauspielerin Marija Gawrilowna Sawina benannten Altersresidenz für ehemalige Darsteller in ihrer Geburtsstadt.

## Theaterarbeit (Auswahl)

### Theater der jungen Arbeiter
- The Land of Promise – von W. Somerset Maugham
- Der Dummkopf  – von Ludwig Fulda
- Мятеж (Mjatesch) – nach Dmitri Furmanows Roman
- Nachtasyl (Na dne) – von Maxim Gorki
- Scapins Streiche (Les Fourberies de Scapin) – von Molière
- Was einer sucht, das findet er (Balsaminows Heirat) (Sa tschem poidjosch, to i naidjosch (Schenitba Balsaminowa)) – von Alexander Ostrowski

### Theater des Leninschen Komsomol
- Мать (Mat) – nach Maxim Gorkis Die Mutter
- Die Stechfliege (The Gadfly) – von Ethel Lilian Voynich
- Генеральный консул (Generalny konsul) – von Leonid Dawidowitsch Tur, Pjotr Lwowitsch Tur und Lew Scheinin
- Die Letzten (Poslednije) – von Maxim Gorki
- She Stoops to Conquer – von Oliver Goldsmith
- Губернатор провинции (Gubernator prowinzii) – von Leonid Dawidowitsch Tur, Pjotr Lwowitsch Tur und Lew Scheinin
- Барышня-крестьянка (Baryschnja-krestjanka) – nach Alexander Puschkin Fräulein Bäuerin
- Любовь Яровая ( Ljubow Jaworaja) – von Konstantin Andrejewitsch Trenjow
- Свадьба с приданым (Swadba c pridanym) – von Nikolai Michailowitsch Djakonow

## Filmografie (Auswahl)

### Darstellerin
- 1955: Der Fall Rumjanzew (Delo Rumanzewa)
- 1958: In den Tagen des Oktober (W dni oktjabrja)
- 1964: Der Staatsverbrecher (Gosudarstwenny prestubnik)
- 1966: Tibul besiegt die Dickwänste (Tri tolstjaka)
- 1974: Соломенная шляпка (Solomennaja schljapka) (Fernsehfilm)

### Synchronsprecherin
- 1947: Frühling (Wesna)
- 1957: Das wahre Ende des großen Krieges (Prawdziwy koniec wielkiej wojny) – für Janina Sokolowska
- 1958: Niskavuoren naiset – für Pia Hattara
- 1958: Lin jia pu zi – für Bin Lin
- 1960: Девушка Тянь-Шаня (Dewuschka Tjan-Schanja) – für Aliman Dschanowna Dschangorosowa
- 1963: Der glückliche Zwerg (Srecno, Kekec!) – für Rusa Bojc
- 1965: Niemand wollte sterben (Niekas nenorejo mirti) – für Eugenija Šulgaitė
- 1966: Naktys be nakvynės – für Regina Zdanaviciute